# أنكيلا ديل دوكاتو
بلدية أنكيلا ديل دوكاتو (بالإسبانية: Anquela del Ducado) هي بلدية تقع في مقاطعة غوادالاخارا التابعة لمنطقة كاستيا لا مانتشا وسط إسبانيا وحسب إحصاء سكان لعام 2004 من قبل المعهد الوطني للإحصائيات (إسبانيا) فقد كان هنالك 88 نسمة في نطاق صلاحية البلدية.

## الديموغرافيا
بلغ عدد سكان بلدية أنكيلا ديل دوكاتو 85 نسمة عام 2011 (وفقاً للمعهد الوطني الإسباني للإحصاء).
| 80 | 89 | 86 | 88 | 73 | 85 |